# Censura en Nigeria
En Nigeria, la libertad de expresión está protegida por la sección 39 (1) de la constitución de Nigeria. A pesar de esta protección constitucional, los medios de comunicación nigerianos fueron controlados por el gobierno durante gran parte de su historia, y algunos incluso hasta el día de hoy. Para 2020, sin embargo, más de 100 periódicos en Nigeria eran independientes. Además, hubo un breve momento de 1979 a 1983 cuando el gobierno de la Segunda República de Nigeria entregó la tarea de censura a los militares. La censura en Nigeria generalmente apunta a ciertos tipos de ideas, como la discusión étnica, la oposición política y la incorrección moral.

## Censura de prensa
De 1859 a 1960, la prensa nigeriana fue de propiedad privada. Sin embargo, esto no garantizaba la libertad de expresión, ya que la mayoría de los propietarios de periódicos participaban activamente en la política. Por lo tanto, estos periódicos generalmente actuaban como defensores del interés político de su propietario. Además, la presión proveniente de los grupos étnicos también fue un factor que contribuyó a la autocensura entre las organizaciones de noticias. Las noticias que exponen ciertos aspectos «indeseables» de una tribu pueden sufrir un boicot o, en algunos casos, causar tensión étnica. Un ejemplo de este tipo de tensión étnica ocurrió en 1957, cuando una prensa de Igbo, el West African Pilot proporcionó noticias con un claro prejuicio contra un grupo político yorubano llamado Egbe Omo Oduduwa. Los yorubas respondieron lanzando su propio medio de noticias llamado Daily Service para tomar represalias y corregir esas declaraciones. A partir de entonces, para evitar conflictos, cada organización de noticias transmitió las noticias de acuerdo con el deseo de los líderes locales. Por ejemplo, el Tribune tiende a ser más considerado al mencionar cuestiones relacionadas con los yorubas, mientras que New Nigerians, con sede en Kaduna, deben tener cuidado con su opinión del norte en asuntos nacionales. Los yorubas, como grupo étnico, tienen la mayor influencia sobre las noticias, ya que ocupan la mayoría de los territorios ricos del país, incluida la capital, Lagos. Hoy, los periódicos siguen representando los intereses de distintos grupos étnicos.
En 1961, el gobierno comenzó una operación para obtener el control de la prensa. Comenzó con la incautación de la sede del Morning Post, un noticiero muy destacado e importante en Lagos. Luego, el gobierno lo controló con tanta fuerza que la popularidad del periódico finalmente cayó y se cerró en 1972.
Después de la desaparición del Morning Post, otros periódicos hicieron lo mismo a medida que el gobierno expandió lentamente su influencia sobre la prensa. Aunque muchas organizaciones de noticias cerraron debido a esto, otras, como el Daily Times, sobrevivieron y continúan operando hasta el día de hoy a pesar de estar controladas por el gobierno.
En 1999, la libertad de expresión quedó protegida por la nueva constitución nigeriana. Sin embargo, las leyes de difamación fueron aprobadas posteriormente. Los críticos sostienen que aunque las medidas de libertad de prensa han mejorado, todavía hay margen de mejora. Nigeria fue descrita como «parcialmente libre» en el informe de Freedom of the Press 2011 publicado por Freedom House.
El 26 de abril de 2020, el Índice Mundial de Libertad de Prensa de Reporteros sin Fronteras clasificó a Nigeria en el puesto 115 de 180 en libertad de prensa. Los Reporteros sin Fronteras citaron el asesinato, la detención y la brutalización de periodistas junto con los intentos selectivos de reducir el espacio cívico por parte del gobierno nigeriano como razón para la clasificación. Sin embargo, este puesto es más alto que el 146 que Transparencia Internacional le dio a Nigeria a principios de año con respecto a la corrupción. El informe de Reporteros sin Fronteras afirmó además: «Con más de 100 periódicos independientes, la nación más poblada de África disfruta de un verdadero pluralismo mediático, pero cubrir historias que involucran política, terrorismo o malversación financiera por parte de los poderosos es muy problemático».

## Censura militar
En 1983, el poder de la Segunda República fue cuestionado debido a las acusaciones de fraude electoral y malversación electoral. Como resultado, el gobierno recién elegido decidió dejar a los militares la tarea de censura. Sin embargo, a manos de los militares, los escritores sintieron un cierto nivel de inmunidad contra la persecución, especialmente cuando se decía que «los generales no leen novelas». En una ocasión, un estudiante llamado Oherei fue arrestado y acusado de ser simpatizante comunista cuando publicó una novela llamada «Detrás del telón de acero». Luego fue absuelto dos días después del arresto.
Cuando la Segunda República fue derrocada el 31 de diciembre de 1983, la tarea de censura fue nuevamente devuelta al gobierno federal. Sin embargo, a partir de 2013, la censura militar aún era aplicable a la información sobre la estrategia militar y los materiales confidenciales con fines de seguridad.

## Medios electrónicos y censura del entretenimiento
En 1978, el gobierno creó la Agencia de Noticias de Nigeria (NAN), que se encargaba de censurar los medios electrónicos, como la radio, la televisión y el DVD. Los medios electrónicos eran predominantemente de propiedad privada, pero el gobierno pudo influir en el contenido a través de la NAN.
En junio de 1994, la Junta Nacional de Censores de Cine y Video reemplaza a la NAN como la agencia oficial de programación del gobierno. Es responsable de otorgar licencias a los cineastas y de revisar sus trabajos de acuerdo con los siguientes criterios: valor educativo y de entretenimiento; sensibilidad de seguridad nacional; evitar la blasfemia, la obscenidad y la criminalidad; evitar provocar confrontaciones religiosas y raciales; abstención de la violencia y la corrupción; y la abstención de faltarle el respeto a las personalidades africanas. La Junta Nacional de Censores de Cine y Video prohibió la película I Hate My Village debido a la presencia de canibalismo en ella. En 2002, la junta prohibió las siguientes películas: Omo Empire, Outcast 1 y 2, Shattered Home and Night Out (Girls for Sale) porque «han dañado todas las tendencias decentes y nobles conocidas de la psique y la cultura africana» al retratar actos obscenos entre mujeres jóvenes en ciertos cortes de la película.